# 邹文辉
邹文辉（1965年2月—），中华人民共和国政治人物，籍贯湖南省常宁市，中国共产党党员，第十三届全国人民代表大会湖南地区代表。

## 生平
2001年出任衡阳市人民政府秘书长、党组成员、市政府办党组书记、主任。2004年任中共衡阳县委书记。2008年，升任衡阳市副市长。2011年，出任湖南省人民防空办公室党组成员、副主任。2014年改任湖南省教育厅党组成员、副厅长。
2016年出任中共怀化市委副书记、市委党校校长，并兼任市委统战部长。2019年，改任中共郴州市委副书记、市委党校校长兼市委宣传部部长。2020年升任中共常德市委副书记、市人民政府市长。
2021年10月，出任中共娄底市委书记。
2018年2月24日，当选为第十三届全国人大代表，2025年1月，当选为湖南省人大常委会委员、环境与资源保护委员会主任委员。
2025年4月26日，不再担任中共娄底市委书记、常委、委员职务。